# Orujo

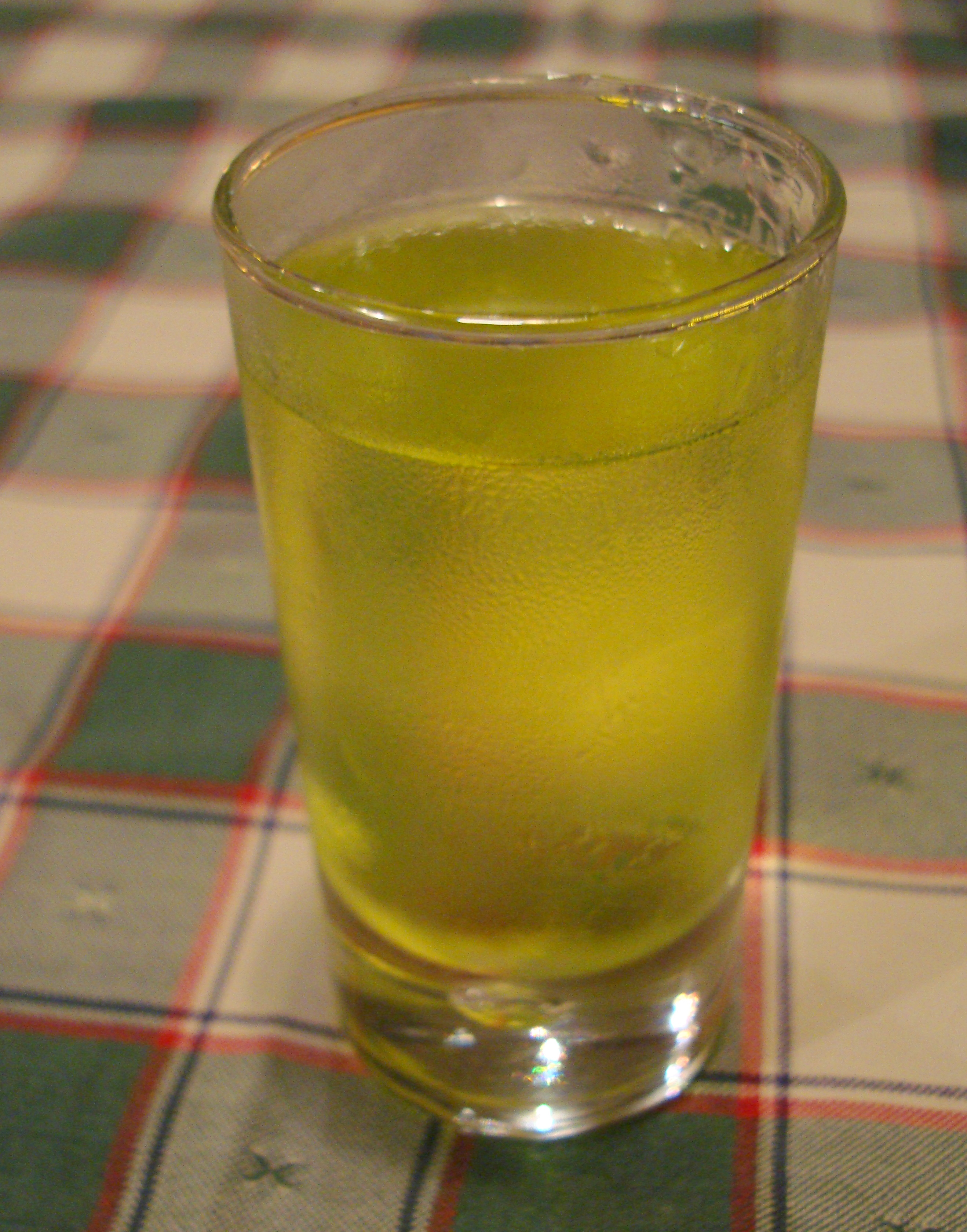
Glas met Orujo de hierbas

Orujo (ook wel 'augardente' of 'aguardiente' (vuurwater) en caña genoemd) is een Spaanse gedestilleerde alcoholische drank, die vervaardigd wordt uit destillatie van restanten van de druiven na de wijnbereiding. Orujo is vooral populair in het noordwesten van Spanje, in Galicië, Castilië en León, Asturias en Cantabrië, waar het veelal thuis wordt bereid (tegenwoordig verboden vanwege het risico op methanol-productie).

## Productie
Het basisingrediënt van Orujo is het residu van de wijnproductie. Zodra de druiven zijn geplet, kunnen de orujo's of het residu van de druiven worden gebruikt om de gelijknamige likeur te produceren. De druivenschillen, zaden en stengels worden gefermenteerd in gesloten vaten en vervolgens gedistilleerd. Het distilleertoestel, alambiques, alquitaras of potas genoemd, zijn traditioneel grote koperen ketels die boven een open vuur worden verwarmd, terwijl een 'poteiro' (orujo-distilleerder) over zijn brouwsel waakt. Het distillatieproces in de alambiques duurt zes uur of langer. Men denkt dat de koperen ketels die eeuwenlang door de Galiciërs zijn gebruikt door de Arabieren naar het Iberisch schiereiland zijn gebracht, wat in feite nooit het geval is geweest.
De orujo die wordt geproduceerd door de distillatie is een kleurloze drank, terwijl de 'orujo envejecido' of 'gerijpte orujo' amber van kleur is. De gerijpte variëteit wordt op dezelfde manier gefermenteerd en gedistilleerd, maar wordt vervolgens in eikenhouten vaten gegoten om minimaal twee jaar te rijpen.

## Geschiedenis

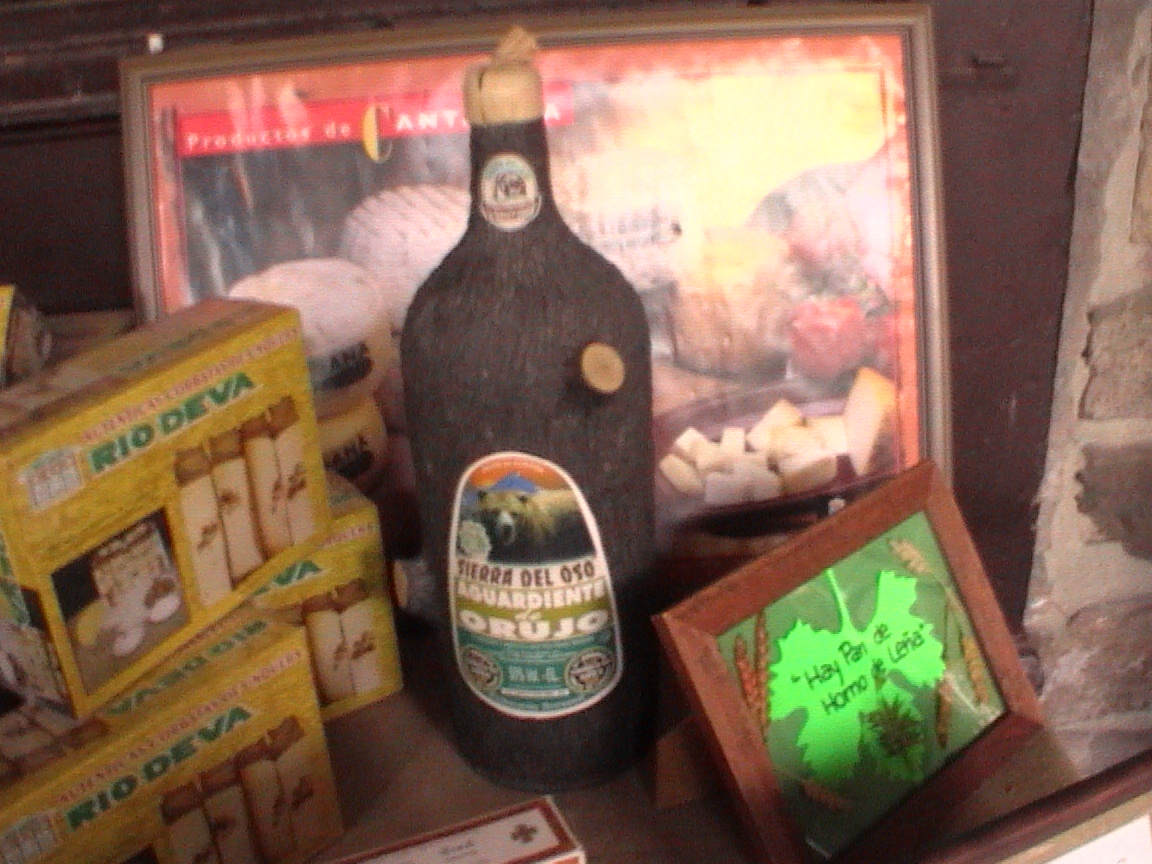
Fles Orujo

Orujo wordt gemaakt in het noorden van Portugal en Spanje. De kloosters in het graafschap Liébana, Cantabrië, distilleren al sinds de middeleeuwen orujo. 'Licor de Orujo' verschijnt echter pas vele eeuwen later; de eerste verwijzing naar de drank was in 1663 toen een jezuïetenmonnik uit Duitsland, genaamd Athanasius Kircher, het bestaan documenteerde van sterke drank zoals orujo die werd geproduceerd uit druivendrab in zijn scheikundige verslagen. Elk jaar in november viert de stad Potes het 'Fiesta del Orujo', inclusief proeverijen en een wedstrijd waarbij deelnemers orujo in het openbaar distilleren met hun eigen distilleertoestellen en juryleden een prijs uitreiken voor de best smakende drank. Sinds de 16e eeuw maken de Galiciërs orujo op hun boerderijen en zijn ze trots op hun likeur, waarbij elke familie zorgvuldig zijn eigen geheime recept bewaakt. Er zijn nu echter meer dan 20 commerciële producenten van orujo binnen de Denominación Específica Orujo de Galicia, (benaming van Orujo van Galicië), die in 1989 werd opgericht.
Orujo bevat meestal tussen  40 en 60% alcohol.

## Varianten
Deze drank staat in Italië bekend als grappa, in Frankrijk als Marc, in Duitsland als Tresterbrand of Tresterschnaps of Trester, in Portugal als bagaceira of Bagaço, in Hongarije als törkölypálinka of Törköly, in Roemenië als rachiul de tescovina, terwijl in Bulgarije, Servië, Montenegro, Kroatië, Griekenland en Cyprus het een lokale variant is van Rakija.